# ТЕС Гопалгандж
23°1′48″ пн. ш. 89°49′11″ сх. д. / 23.03000° пн. ш. 89.81972° сх. д.
ТЕС Гопалгандж – теплова електростанція на південному заході Бангладеш, яка належить державній компанії Bangladesh Power Development Board (BPDB). 
В 21 столітті на тлі стрімко зростаючого попиту у Бангладеш почався розвиток генеруючих потужностей на основі двигунів внутрішнього згоряння, які могли бути швидко змонтовані. Зокрема, в 2011-му почала роботу ТЕС Гопалгандж, яка має 16 генераторних установок Rolls Royce B32:40-16 потужністю по 7 МВт (номінальна потужність станції рахується на рівні 109 МВт). У 2018/2019 році фактична чиста паливна ефективність ТЕС становила 36,8%. 
Станція розрахована на споживання нафтопродуктів.
Видача продукції відбувається по ЛЕП, розрахованій на роботу під напругою 132 кВ.